# Motonormatywność
Motonormatywność to nieuświadomiony błąd poznawczy, traktujący posiadanie i korzystanie z pojazdów zmotoryzowanyach – w szczególności samochodów osobowych – jako niekwestionowaną normę społeczną. Motonormatywność sprawia, że społeczeństwo uznaje samochód za uprzywilejowany środek transportu, a negatywne skutki motoryzacji są systematycznie minimalizowane.
Termin motonormatywność został wprowadzony w 2023 roku przez Iana Walkera, Alana Trappa i Adriana Davisa. Etymologicznie i semantycznie wywodzi się on z pojęcia heteronomatywności, które opisuje podobne zjawiska w odrębnym kontekście. W Polsce potocznie stosowane określenia „samochodoza” lub „autoholizm” są blisko związane z motonormatywnością. Termin ten jest też blisko spokrewniony z pojęciem normatywności szeroko funkcjonującym w języku polskim.

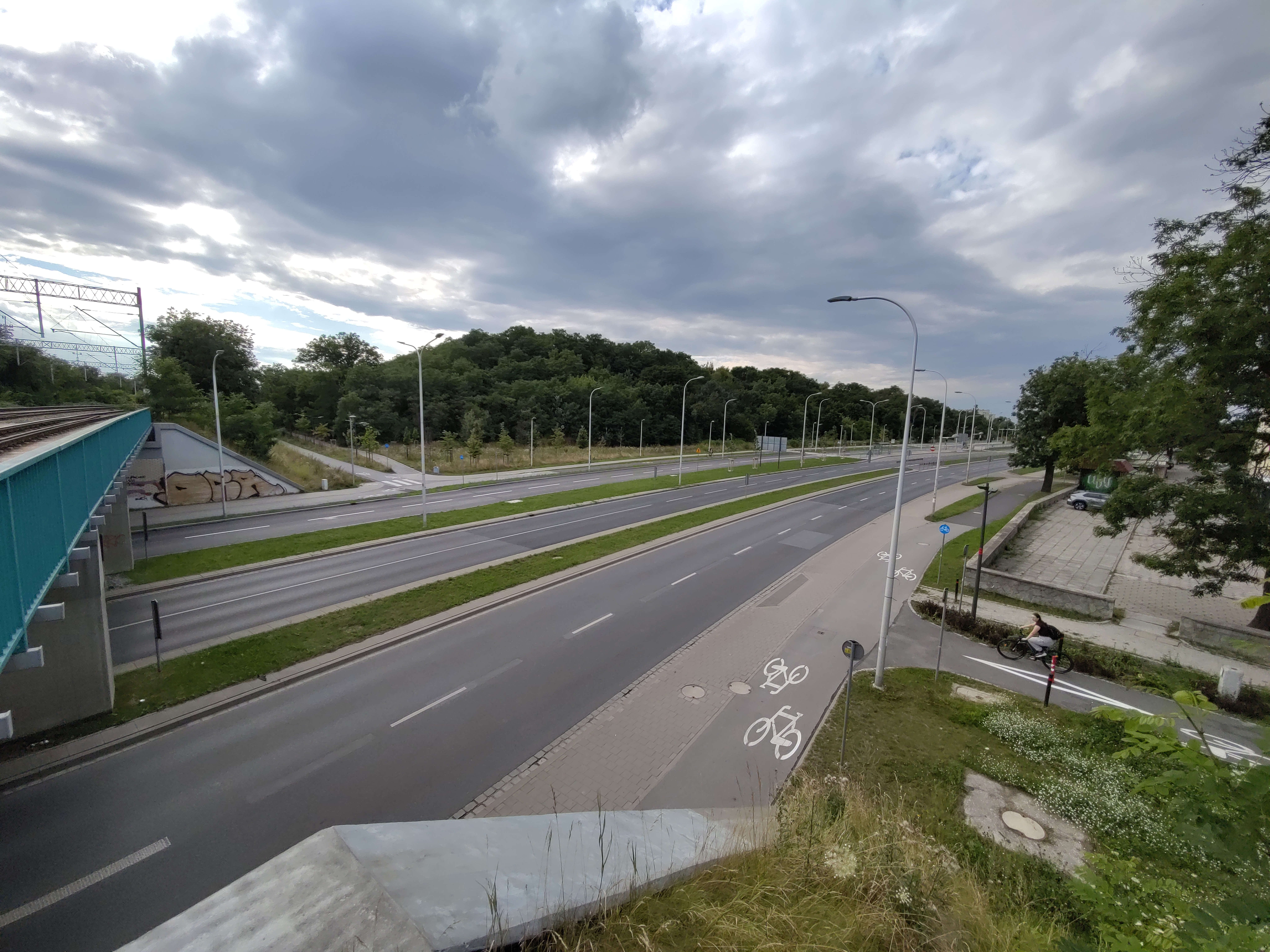
Fragment traktu pieszo-rowerowego przerwanego przez sześciopasmową jezdnię. Dbałość o bezkolizyjność w ruchu zmotoryzowanym bez zachowania ciągłości w ruchu pieszych i rowerzystów jest przykładem motonormatywności w organizacji ruchu drogowego.

## Opis
Motonormatywność charakteryzuje się:
- dominacją samochodów w infrastrukturze i zagospodarowaniu przestrzennym, kosztem przestrzeni publicznej przeznaczonej dla innych środków transportu lub zastosowań rekreacyjnych[4];
- większą tolerancją i bagatelizowaniem negatywnych skutków używania samochodu (zanieczyszczenie powietrza, wypadki, siedzący tryb życia itp.), które w innych sytuacjach uznawane byłyby za niedopuszczalne[5][6];
- priorytetowym traktowaniem samochodu osobowego kosztem innych środków transportu (chodzenie pieszo, rower, transport publiczny itp.), które często są postrzegane jako mało poważne alternatywy lub przeznaczone dla ubogich[7][8];
- wszechobecnością samochodu w reklamie i kulturze (filmy, seriale, gry wideo, media itd.), co dodatkowo wzmacnia jego status jako symbolu wolności, siły, męskości i sukcesu społecznego[9][10].

Motonormatywność to powszechny błąd poznawczy, który dotyczy nie tylko użytkowników przestrzeni publicznej, ale także polityków i lekarzy. W związku z tym ma istotne konsekwencje dla zrównoważonego rozwoju i zdrowia publicznego.

## Przykłady
Motonormatywność często przejawia się w wypowiedziach medialnych lub decyzjach polityki publicznej, które dają specjalne przywileje kierowcom samochodów.
W badaniach przeprowadzonych w Wielkiej Brytanii porównano ocenę prawdziwości przez ankietowanych pary podobnie brzmiących stwierdzeń. Na przykład:
- Ludzie nie powinni prowadzić samochodu w okolicy zaludnionych miejsc gdzie inni musieliby wdychać spaliny.
- Ludzie nie powinni palić papierosów w okolicy zaludnionych miejsc gdzie inni musieliby wdychać dym papierosowy.

Obydwa stwierdzenia różnią się tylko kilkoma słowami kluczowymi zmieniającymi ich kontekst (motoryzacja lub palenie papierosów), ale dotyczą tego samego zagadnienia, tj. zdrowia publicznego. Pomimo to ankietowani zgadzali się częściej z drugim stwierdzeniem (potępiającym palenie w miejscach publicznych) niż z pierwszym w którym mowa o zanieczyszczeniu powietrza generowanym przez ruch samochodów.
Podobnie w polskich realiach, argumentowano że konstrukcja przepisów prawa o ruchu drogowym bardziej sprzyja kierowcom niż innym użytkownikom ruchu.